# Гата (Касерес)
Гата (ісп. Gata) — муніципалітет в Іспанії, у складі автономної спільноти Естремадура, у провінції Касерес. Населення — 1654 особи (2010).
Муніципалітет розташований на відстані близько 200 км на захід від Мадрида, 90 км на північ від Касереса.
На території муніципалітету розташовані такі населені пункти: (дані про населення за 2010 рік)
- Гата: 1034 особи
- Ла-Моеда-де-Гата: 620 осіб

## Демографія
Динаміка населення (INE ):